# Bathypallenopsis stylirostris
Bathypallenopsis stylirostris is een zeespin uit de familie Pallenopsidae. De soort behoort tot het geslacht Bathypallenopsis. Bathypallenopsis stylirostris werd in 1949 voor het eerst wetenschappelijk beschreven door Hedgpeth. 